# Carmelo Anthony
Carmelo Kyam Anthony (Brooklyn, New York, 29. svibnja 1984.) američki je profesionalni košarkaš. Igra na poziciji niskog krila, a trenutačno igra za Portland Trail Blazerse. Izabrali su ga Denver Nuggetsi u 1. krugu (3. ukupno) NBA drafta 2003. godine. Anthony je šesterostruki NBA All-Star,šest puta je biran u All-NBA momčadi te je 2005. Izabran za najkorisnijeg igrača Rookie Challengea.

## Životopis

### Rani život
Anthony je rođen, kao sin Grka i Aforamerikanke, u Brooklynu, četvrti New Yorka. U dobi od dvije godine, Anthony je izgubio oca koji je umro od raka te se u dobi od osam godina preselio u Baltimore. Na ulicama Baltimorea Anthony je svjedočio brojnim dilerima, tučnjavama, ubojstvima, ali se on ipak držao sporta i obitelji koji su ga na kraju odveli na pravi put.

### Srednja škola
Pohađao je katoličku srednju školu, Towson Catholic High School. Tijekom ljeta 2000. godine, Anthony je narastao preko 12 cm, te je svojim sjajnim igrama postao poznat u svojoj četvrti. 2001. godine dobio je nagradu za igrača godine po izboru dnevnih novina "The Baltimore Sun" i nagradu za igrača godine Baltimorske katoličke lige. Na svojoj četvrtoj godini srednje škole, Anthony je zatražio premještaj te se i premjestio u srednju školu Oak Hill Academy. Tijekom boravka u srednjoj školi Oak Hill, Anthony je primio brojna individualna priznanja. Neka od priznanja su McDonald'sovu All-American momčad, prvu petoricu u izboru USA Todaya, Parade All-American prva petorka i pobjeda u McDonald's natjecanju u zakucavanju.

### Sveučilište
Nakon srednje škole, Anthony se odlučio na pohađanje sveučilišta Syracuse. Igravši samo jednu sezonu na sveučilištu, Anthony je ostvario sjajnu sveučilišnu karijeru. Tijekom sezone 2002./03. Anthony je prosječno postizao 22,1 poena i 10 skokova te je prevodio svoju momčad u poenima, skokovima ali i odigranim minutama. U polufinalnoj utakmici protiv sveučilišta Texas, Anthony je ubacio 33 poena te je time postavio rekord po broju poena u prvoj sezoni. U finalnoj utakmici NCAA natjecanja, protiv sveučilišta Kansas, Anthony je postigao 22 poena i 10 skokova te svojoj momčadi osigurao prvi NCAA naslov. Za svoje zasluge, Anthony je nagrađen nagradom za najkorisnijeg igrača NCAA finala i nagradom za najboljeg igrača NCAA natjecanja. Anthonyjev trener, Jim Boeheim, proglasio je Anthonyja najboljim sveučilišnim igračem u povijesti. Iako je Anthony imao u planu ostati na sveučilištu još barem dvije do tri sezone, odlučio je napustiti sveučilište jer je već sve ostvario te se zbog toga prijavio na NBA draft. Anthony je svoju sveučilišnu karijeru zaključio omjerom 30:5, osvajanjem NCAA natjecanja, izabiranjem za NCAA Freshmana godine i Big East Conference Freshmana godine.

## NBA karijera

#### Sezona 2003./04.
Izabran je kao treći izbor, iza LeBrona Jamesa i Darka Miličića, na NBA draftu 2003. od strane Denver Nuggetsa. Svoj profesiolani debi u NBA ligi, Anthony je ostvario 29. listopada 2003. u pobjedi, 80:72, nad San Antonio Spursima. Anthony je utakmicu završio s 12 poena, 7 skokova i 3 asistencije. Već u šestom nastupu, Anthony je postigao više od 30 poena te je time postao drugi najmlađi igrač iza Kobea Bryanta (19 godina i 151 dan) s tim ostvarenjem. 9. veljače 2004. Anthony je u pobjedi, 86:83, nad Memphis Grizzliesima postigao 22 poena te je time postao treći najmlađi igrač s više od 1000 poena u jednoj NBA sezoni. 13. veljače 2004. Anthony je ostvario nastup na Rookie Challengeu te je u 30 odigranih minuta postigao 17 poena, 3 skoka i 5 asistencija. 30. ožujka 2004. Anthony je u utakmici sa Seattle SuperSonicsima postigao 41 poen te je time postavio rekord franšize po broju postignutih poena u jednoj utakmici od strane novaka. Također je i postao drugi najmlađi igrač (19 godina i 305 dana) s više od 40 poena u jednoj NBA utakmici. Nakon što je dobio u mjesecu travnju nagradu za novaka Zapadne konferencije, Anthony je postao četvrti igrač koji je osvojio svih šest nagrada za novaka mjeseca u sezoni. Prije njega to su isto ostvarali David Robinson, Tim Duncan i LeBron James.
Također proglašen je dva puta igračem tjedna, u razdoblju od 10. ožujka 2004. do 14. ožujka 2004. i od 6. travnja 2004. do 10. travnja 2004., te je jednoglasno izabran u All-Rookie prvu petorku. Anthony je svoju rookie sezonu završio s prosjekom od 21 poena, 6,1 skokova i 2,8 asistencija te je završio kao drugi, iza LeBrona Jamesa, u poretku za novaka godine. Prije dolaska Anthonyja, Nuggetsi su sezonu završili s omjerom 17-65, a već iduće sezone, ponajviše zahvaljujući Anthonyju, Nuggetsi ostvaruju omjer 43-39 i osmo mjesto u Zapadnoj konferenciji. Tim uspjehom, Anthony je postao prvi igrač, nakon Davida Robinsona i sezone 1989./90., koji je već u rookie sezoni odveo svoju momčad do doigravanja. U prvom krugu doigravanja, Nuggetsi su se susreli s prvoplasiranim Minnesota Timberwolvesima koji su ih pobijedili u pet utakmica. U svom prvom nastupu u doigravanju, Anthony je postigao 19 poena, 6 skokova i 3 asistencije, ali to nije bilo dovoljno za pobjedu u prvoj utakmici jer su Timberwolvesi bili bolji rezultatom 106:92.

#### Sezona 2004./05.
U svojoj drugoj sezoni, Anthony je startao u svih 82 utakmice te je prosječno postizao 20,8 poena (19. u NBA ligi). 4. prosinca 2004., u utakmici protiv Miami Heata, Anthony je postao treći najmlađi igrač, iza LeBrona Jamesa i Kobea Bryanta, s postignutih 2000 i više poena u jednoj NBA sezoni. Kao i prošle sezone, Anthony je ostvario nastup na Rookie Challengeu te je predvodio sophomorese s 31 poenom, 5 skokova, 2 asistencije i 2 ukradene lopte. Za svoju briljantnu izvedbu, Anthony je nagrađen nagradom za najkorisnijeg igrača Rookie Challengea. Svojim sjajnim izvedbama i u regularnom dijelu pomogao je Nuggetsima ostvariti bolji omjer nego prošle sezone, tj. omjer 49-33. Nuggetsi su završili na sedmom mjestu u Zapadnoj konferenciji te su se u prvom krugu doigravanja susreli s drugoplasiranim San Antonio Spursima. Nakon što su Nuggetsi u prvoj utakmici pobijedili rezultatom 93:87, Spursi su odnijeli pobjedu u iduće četiri utakmice i prošli u drugi krug te kasnije i osvojili NBA naslov.

#### Sezona 2005./06.
U sezoni 2005./06. Anthony je odigrao 80 utakmica i pri tome ostvario prosjek od 26.5 poena (8. u NBA ligi), 4,9 skokova, 2,9 asistencija i 1,1 ukradenu loptu po utakmici. S tim osmim mjestom na ljestvici najboljih strijelaca lige, postao je prvi najbolje plasirani strijelac franšize nakon sezone 1990./91. i Michaela Adamsa koji je bio šesti strijelac lige. 23. studenog 2005., u utakmici s Detroit Pistonsima, Anthony je ostvario svoj tisućiti skok u karijeri, a samo mjesec dana kasnije, Anthony je u porazu od Philadelphia 76ersa postigao, svoj tadašnji učinak karijere, od 45 poena. 17. ožujka 2006., u utakmici s Memphis Grizzliesima, Anthony je postigao 33 poena te je time probio granicu od 5000 poena u karijeri. S tim postignućem postao je drugi najmlađi igrač, iza LeBrona Jamesa, kojemu je tako nešto uspjelo. Na kraju mjeseca ožujka, Nuggetsi su imali omjer 11-5, a Anthony je za svoje sjajne izvedbe dobio nagradu za najboljeg NBA igrača u mjesecu ožujku. Također je i ostvario nagradu za igrača tjedna Zapadne konferencije u razdoblju od 13. ožujka 2006. do 19. ožujka 2006. godine. Tijekom sezone Anthony se pokazao kao sjajan "clutch" igrač jer je u pet utakmica postizao odlučujuće koševe u zadnjim trenutcima i svojoj momčadi donosio važne pobjede.
Na kraju sezone Anthony je izabran u All-NBA treću petorku, zajedno sa Shawnom Marionom, Yao Mingom, Allenom Iversonom i Gilbertom Arenasom. Nuggetsi su sezonu završili osvajanjem Sjeverozapadne divizije i zauzimanjem trećeg mjesta na Zapadu. U prvom krugu doigravanja susreli su se sa šestoplasiranim Los Angeles Clippersima. Clippersi su u seriju ušli kao favoriti jer su imali bolji omjer u regularnom dijelu (47-35 naprema 44-38) te su to i opravdali dvjema pobjedama na domaćem terenu. U trećoj utakmici Nuggetsi pobjeđuju, ali zato gube u četvrtoj te 
Clippersi dobivaju veliku prednost u seriji 3-1. U posljednjoj, petoj, utakmici serije Clippersi uvjerljivo pobjeđuju i izbacuju Nuggetse iz doigravanja.

#### Sezona 2006./07.
U sezoni 2006./07. Anthony je ostvario 65 nastupa te je prosječno postizao 28,9 poena (2. u NBA ligi), 6 skokova, 3,8 asistencija i 1,2 ukradene lopte po utakmici. Već osmoj utakmici sezone, pobjeda nad Toronto Raptorsima 117:109, Anthony je izjednačio rekord franšize po broju uzastopnih utakmica s minimalno 30 poena, sa svojih šest. Prije Anthonyja, to je jedino uspjelo Alexu Englishu u sezoni 1982./83. U sljedećoj utakmici, 21. studenog 2006., protiv Chicago Bullsa, Anthony je postigao 29 poena te je time prekinuo niz od šest uzastopnih utakmica s 30 ili više poena, ali je i time propustio srušiti Englishov rekord. Nakon pobjede u Chicagu, Anthony je ponovno zaredao šest uzastopnih utakmica s 30 ili više poena, ali je u sedmoj, protiv Atlanta Hawksa, ponovno zakazao i postigao 24 poena čime nije uspio postaviti novi rekord franšize. 16. prosinca 2006., tijekom utakmice s New York Knicksima, Anthony je sudjelovao u masovnoj tučnjavi koja ga je dovela do suspenzije od 15 utakmica neigranja. Razlog suspenziji bilo je udaranje Mardya Collinsa u lice. Ubrzo nakon te tučnjave, Nuggetsi su obavili zamjenom kojom su u svoje redove doveli sjajnog Allena Iversona, u nadi da će njih dvojica stvoriti sjajan i nezaustavljiv tandem. U prvoj utakmici nakon suspenzije, protiv Memphis Grizzliesa, Anthony je postigao 28 poena, a kombinirano s Iversonom 51 poen. 2. veljače 2007. Anthony i njegov suigrač J. R. Smith bili su upleteni u manju automobilsku nesreću. Nasreću nijedan igrač nije bio ozlijeđen, a jedine informacije su bile te da je Smith vozio auto koji je pripadao upravo Anthonyju.
Tri dana kasnije, u utakmici s Phoenix Sunsima, Anthony je postigao 31 poen, 10 skokova i 10 asistencija te je time ostvario svoj prvi trostruki dvoznamenkasti učinak u karijeri. Ubrzo su izabrane petorke za All-Star utakmicu, ali Anthony nije bio izabran. Međutim, Yao Ming i Carlos Boozer su bili ozlijeđeni te nisu mogli nastupiti stoga je povjerenik NBA lige, David Stern, kao zamjene izabrao upravo Anthonyja i Josha Howarda. U svom All-Star debiju, Anthony je postigao 20 poena i 9 skokova te je time postao prvi Nugget nakon Antonia McDyessa i sezone 2000./01. koji je izabran na All-Star utakmicu. Tijekom sezone Anthony je čak tri puta izabran za igrača tjedan te jednom za igrača mjeseca travnja jer je svoju momčad tijekom tog mjeseca odveo do omjera 10-1. Na kraju sezone Anthony je izabran drugu sezonu zaredom u All-NBA treću petorku te se pridružio Dwyaneu Wadeu, Kevinu Garnettu, Chaunceyu Billupsu i Dwightu Howardu. Nuggetsi su sezonu završili na šestom mjestu te su se u prvom krugu doigravanja susreli s trećeplasiranim San Antonio Spursima. Time se ponovio dvoboj tih dviju momčadi iz 2005. godine. U prvoj utakmici Nuggetsi su iznenađujuće pobijedili rezultatom 95:89, ali su u iduće četiri utakmice izgubili te su time četvrtu godinu zaredom ispali već u prvom krugu doigravanja. Tijekom serije sa Spursima, Anthony je prosječno postizao 26,8 poena, 8,6 skokova, 1,2 asistencija i 1 ukradenu loptu po utakmici.

#### Sezona 2007./08.
U sezoni 2007./08. Anthony je odigrao 77 utakmica te je prosječno postizao 25,7 poena (4. u NBA ligi), 7,4 skoka, 3,4 asistencije i 1,3 ukradene lopte po utakmici. 24. siječnja 2008. Anthony je izabran na All-Star utakmicu, ali ovaj puta kao starter. Anthony je bio vodeći u glasovanju Zapadne konferencije s 1,723.701 glasom, a drugi u ukupnom glasovanju iza Kobea Bryanta koji je sakupio 2,004.940 glasova. 8. veljače 2008. Anthony je, u pobjedi 111:100 nad Washington Wizardsima, zabljesnuo te utakmicu okončao s tadašnjim učinkom karijere od 48 poena. Tijekom utakmice Anthony je imao sjajan šut te je iz igre šutirao 19/25 što znači sa 76% uspješnosti. 27. ožujka 2008. Anthony je u utakmici s Dallas Mavericksima postigao svoj 9000-ti poen. Nuggetsi su sezonu završili s omjerom 50-32, trećim najboljim u povijesti franšize. Također to je bilo po prvi puta nakon sezone 1987./88. da su Nuggetsi ostvarili 50 pobjeda u sezoni. Tim omjerom Nuggetsi su zauzeli tek osmo mjesto na Zapadu. To je ujedno bio najveći omjer neke momčadi na osmom mjestu u povijesti NBA lige te su po prvi puta momčadi neke konferencije imali 50 ili više pobjeda. U prvom krugu doigravanja Nuggetsi su se susreli s prvoplasiranim Los Angeles Lakersima. Međutim bez većeg otpora, Nuggetsi su uvjerljivo poraženi od strane Lakersa rezultatom serije 4-0. Tijekom te serije Anthony je prosječno postizao 22,5 poena, 9,5 skokova, 2 asistencije i 0,5 ukradenih lopti po utakmici.

#### Sezona 2008./09.
U sezoni 2008./09. Anthony je prosječno postizao 22,8 poena, 6,8 skokova, 3,4 asistencije i 1,1 ukradenih lopti po utakmici. 10. prosinca 2008., u pobjedi nad Minnesota Timberwolvesima, Anthony je postigao 33 poena u trećoj četvrtini te je time izjednačio dvadeset godina star rekord Georgea Gervina po broju poena u jednoj četvrtini utakmice. Anthony je u trećoj četvrtini iz igre šutirao 12/15, tj. s 80% uspješnosti te je utakmicu završio s 41 poenom, 11 skokova, 3 asistencije i 4 ukradene lopte. 4. siječnja 2009. Anthony je tijekom utakmice s Indiana Pacersima, slomio kost u ruci. Nakon utakmice s Indiana Pacersima, Anthony je od strane kluba kažnjen s jednom utakmicom neigranja zbog neprihvaćanja trenerove odluke da izađe iz igre. 30. siječnja 2009. Anthony se vratio u momčad te je u utakmici s Charlotte Bobcatsima postigao 19 poena.
Nuggetsi su sezonu završili s najboljim omjerom u povijesti franšize 54-28 i drugim mjestom na Zapadu. U prvom krugu doigravanja Nuggetsi su se susreli s New Orleans Hornetsima. Nuggetsi su odigrali uvjerljivu seriju, uključujući i pobjedu i od 58 razlike, te su pobijedili Hornetse u pet utakmica. Time su Nuggetsi nakon nekoliko uzastopnih neuvjerljivih nastupa i ispadanja u doigravanju prošli u drugi krug doigravanja. Poslije pete utakmice Anthony je izjavio:„ To, konačno... Trebalo mi je pet godina da skinem taj veliki teret i vjerujte osjećaj je sjajan.“ U drugom krugu doigravanja čekali su ih Dallas Mavericksi. Nuggetsi su opet odigrali sjajnu seriju i osigurali pobjedu u pet utakmica i ulazak u finale Zapadne konferencije po prvi puta nakon 1985. godine. Anthony je, u tandemu s Billupsom, seriju odigrao sjajno te je u trećoj utakmici svojim košem u zadnjim trenutcima utakmice donio važnu pobjedu Nuggetsima. U finalu Zapadne konferencije čekali su ih Los Angeles Lakersi. Lakersi su ipak bili prejak protivnik za Nuggetse te su odnijeli pobjedu u šest utakmica. Time su Lakersi ušli u finale te kasnije i osvojili svoj 15. NBA naslov.

#### Sezona 2009./10.
U prve dvije utakmice sezone, Anthony je ukupno postigao 71 poen. U prvoj utakmici protiv Utah Jazza, Anthony je postigao 30, dok je u drugoj, protiv Portland Trail Blazersa, postigao čak 41 poen. Anthony je time postao jedan od petorice igrača Nuggetsa koji su u prve dvije utakmice sezone ukupno postigli više od 60 poena. Također to je bilo prvi puta od sezone 1987./88. da su Nuggetsi u sezonu krenuli s omjerom 2-0. U trećoj utakmici, protiv Grizzliesa, Anthony je s 42 poena pomogao momčadi ostvariti pobjedu 133:123. To je također bilo po prvi puta nakon sezone 1985./86. da su Nuggetsi u sezonu krenuli s omjerom 3-0. Za svoje navedene zasluge, Anthony je izabran za igrača tjedna. U 15. utakmicu sezone, Anthony je ušao s prosjekom od 30.2 poena po utakmici te kao jedini igrač sezone koji je u svim utakmicama sezone postigao 20 ili više poena. Tako je protiv Minnesota Timberwolvesa postigao 22 poena te je time prestigao Englisha po broju uzastopnih utakmica s minimalno 20 poena. 27. studenog 2009. u utakmici s New York Knicksima, Anthony je ostvario učinak karijere od 50 poena te je tome pridodao još 6 skokova i 5 asistencija. Uz Anthonyja, najraspoloženiji u redovima Nuggetsa bio je i Chauncey Billups koji je postigao 32 poena. Tako su Anthony i Billups postali treći tandem koji je na utakmici imao 50-30 poena. Na idućoj utakmici, protiv Minnesota Timberwolvesa, Anthony postiže 19 poena u prvoj četvrtini i time izjednačuje učinak sezone po broju postignutih poena u jednoj četvrtini utakmice. 21. siječnja 2010., Anthony je, treći put u karijeri, izabran na All-Star utakmicu te je predvodio Zapad s 27 poena i 10 asistencija. Međutim, Zapad je, u napetoj završnici, izgubio rezultatom 141:139. 18. veljače 2010., u prvoj utakmici nakon All-Star stanke, Nuggetsi su se susreli s vodećom momčadi lige, Cleveland Cavaliersima. I prije same utakmice, novinari su predviđali veliko nadmetanje između dviju zvijezda momčadi, Jamesa i Anthonyja. Kao što je i predviđano, obojica su ostvarili sjajne brojke, a utakmica je bila neizvjesna do samog kraja. James je postigao 43 poena, 13 skokova, 15 asistencija, 2 ukradene lopte i 4 blokade dok je Anthony postigao 40 poena, 6 skokova, 7 asistencija, 1 ukradenu loptu i 2 blokade. Iako je James ostvario bolje brojke, Anthony je, pogodivši šut 1.9 sekundi prije kraja, donio svojoj momčadi pobjedu rezultatom 118:116. U pobjedi nad New Orleans Hornetsima, 18. ožujka 2010., Anthony je, uz 26 poena, ostvario učinak karijere od 18 skokova. Tjedan dana kasnije, u utakmici s Toronto Raptorsima, Anthony je sa zvukom sirene donio svojoj momčadi pobjedu te su Nuggetsi, do kraja sezone, ostvarili omjer 53-29. U prvom krugu doigravanja, Nuggetsi su se susreli s Utah Jazzom, a u prvoj utakmici serije, Anthony je postigao učinak karijere u doigravanju s 42 poena. Tim ostvarenjem, Anthony je izjednačio rekord franšize po broju postignutih poena u jednoj utakmici doigravanja. Međutim, Nuggetsi su ispustili početno vodstvo i izgubili rezultatom serije 4-2.

#### Sezona 2010./11.
15. studenog 2010., Anthony je postigao 20 koševa i zabilježio učinak karijere od 22 skoka protiv Phoenix Sunsa. Pogodio je i pobjednički koš protiv Chicago Bullsa 26. studenog 2010. U prosincu 2010., Anthony je propustio 5 utakmica zbog smrti seste Michelle. U momčad se vratio 1. siječnja 2011.
22. veljače 2011., Anthony je mijenjan u New York Knickse u velikoj razmjeni igrača New York Knicksa, Denver Nuggetsa i Minnesota Timberwolvesa.
Carmelo je mijenjan u Knickse s Denverovim razigravačom Chaunceyem Billupsom, kako bi igrao s Amareom Stoudemireom, koji je već bio u Knicksima. Anthony je uzeo dres s brojem 7, zato što je njegov broj 15 iz Denvera umirovljen u Knicksima. Prvu utakmicu za novu momčad odigrao je protiv Milwaukee Bucksa u kojoj je postigao 27 koševa, 10 skokova i jednu asistenciju. U drugoj utakmici doigravanja u Bostonu, izjednačio je učinak karijere u doigravanju od 42 koša. Imao je i 17 skokova i 6 asistencija u porazu Knicksa. Boston Celticsi su prošli dalje pobijedivši u svakoj od 4 utakmice u prvom krugu doigravanja protiv Knicksa.

#### Sezona 2011./12.
Na Božić 2011., Anthony je predvodio Knickse u pobjedi nad Boston Celticsima u kojoj je postigao 37 poena, 8 skokova i tri asistencije. 17. travnja 2012., Melo je ubilježio svoj drugi trostruki dvoznamenkasti učinak protiv Boston Celticsa u kojoj je postigao 35 poena, 12 skokova i deset asistencije. Na Uskrs 2012., Melo je predvodio Knickse u pobjedi nad Chicago Bullsima pogodio je tricu za produžetke i tricu za pobjedu, na kraju je postigao 43 poena. 
Anthony je bio izabran za All-Star prvu petorku, i u All-NBA treću petorku. U trećoj utakmici doigravanja Anthony je predvodio Knickse u pobjedi nad Miami Heatom postigao je 41 poen, 6 skokova i četiri asistencije. Miami Heat je prošao Knickse u pet utakmica.

## Američka reprezentacija
U ljeto 2002. Anthony je izabran za sudjelovanje na Svjetskom juniorskom prvenstvu. U pet odigranih susreta, Anthony je bio na prosjeku od 15,6 poena i 6,2 skokova za samo 22,2 minute. U prvom susretu natjecanja, protiv Dominikanske Republike, Anthony je postigao 15 poena i 9 skokova čime je odveo svoju momčad do pobjede. U drugoj utakmici, Anthony je za samo 21 minutu upisao 21 poen i 7 skokova. U polufinanom porazu od Venezuele, Anthony je postigao 13 poena i 10 skokova te je u susretu za treće mjesto odveo momčad do brončane medalje. Na Olimpijskim igrama 2004. godine, Anthony je odigrao sporednu ulogu u momčadi te je prosječno postizao samo 2,4 poena i 1,6 asistencija. Tijekom Svjetskog prvenstva u Japanu 2006. godine, Anthony je imenovan, zajedno s Dwyaneom Wadeom i LeBronom Jamesom, dokapetanom momčadi. 23. kolovoza 2006. Anthony je, u utakmici protiv Italije, postavio rekord reprezentacije po broju poena u jednoj utakmici sa svojih 35. Do tada, taj rekord držao je Kenny Anderson s 34 poena. Anthony je natjecanje završio s prosjekom od 19,9 poena, 3,7 skokova i 1,6 asistencija po utakmici čime je izabran u momčad natjecanja. Unatoč Anthonyjevim sjajnim igrama, momčad SAD-a osvojila je tek treće mjesto. Tijekom kvalifikacija za Olimpijske igre u Las Vegasu 2007. godine, Anthony je s prosjekom od 21,2 poena, 5,2 skokova i 1,4 asistencija po utakmici odveo momčad do 10-0 omjera i zlatne medalje. Na Olimpijskim igrama u Pekingu 2008. godine, Anthony je zajedno s ostalim zvijezdama NBA lige odveo momčad do savršenog omjera od 8:0 i osvajanja toliko željene zlatne medalje. U finalnoj utakmici natjecanja, reprezentacija SAD-a pobijedila je Španjolsku rezultatom 118:107, a Anthony je utakmicu završio s 13 poena. Na Olimpijskim igrama u Londonu Melo je za samo petnaest minuta na parketu postigao 37 poena protiv reprezentacije Nigerije. Također okitio se sa zlatnom medaljom.

## Privatni život
Anthony ima dva brata, sestru i polusestru. Na Božić 2004. godine Anthony se zaručio s voditeljicom La La Vasquez. 7. ožujka 2007. Anthony je dobio prvo dijete, sina Kiyana Carmela Anthonyja.

### Brojne kontroverze
Od dolaska u NBA ligu, Anthony je bio česti predmet brojnih kontroverzi. 2004. godine Anthony je optužen za posjedovanje marihuane, što se poslije i pokazalo točnim. Optužbe su kasnije odbačene jer je Anthonyjev prijatelj, James, preuzeo odgovornost nad optužbom. 2006. godine, Anthonyjev prijatelj, Tyler, je zaustavljen, od strane policije, u automobilu kojeg je posjedovao upravo Anthony. Upozoren je na optužbe za posjedovanje marihuane i neplaćanja tri prometna prekršaja. Kasnije te godine, u utakmici s New York Knicksima, Anthony je bio umiješan u masovnu tučnjavu te je kažnjen s 15 utakmica neigranja. 14. travnja 2008. Anthony je zaustavljen od strane policije zbog sumnje u vožnju u pijanom stanju te nije imao ni upaljena svijetla na automobilu. Anthony je pušten uz novčanu naknadu te je od strane kluba suspendiran na dvije utakmice neigranja. 24. lipnja 2008. Anthony je ponovno uhićen zbog vožnje u pijanom stanju. Optužbe su kasnije odbačene, ali je Anthony bio prisiljen na kaznu od jedne godine uvjetno, 1000 dolara i 24 sata dobrotvornog rada.

### Humanitarni rad
Izvan terena, Anthony je i veliki humanitarac. Svake godine odvaja određenu svotu novca za pomoć brojnim udrugama diljem Denvera. Donira "Family Resource Center" i pomaže organizaciji "Christmas Party". U Baltimoreu, Anthony svake godine održava natjecanje u košarci pod nazivom "Melo's H.O.O.D. Movement 3 on 3 Challenge (Holding Our Own Destiny)" te sav prikupljeni novac odlazi u obližnji centar koji mladima omogućava bolje sportske uvjete. 14. prosinca 2006. Anthony je, u Baltimoreu, otvorio "Carmelo Anthony Youth Development Center". Tijekom godina Anthony je tom centru donirao više od 1,5 milijuna dolara. Nakon tsunamia 2004. godine, Anthony je donirao preko 35 tisuća dolara pomoći te je za svaki postignuti poen, u iduće dvije utakmice, odlučio donirati po 1000 dolara za sve nastradale. Anthony je i sudjelovao u izgradnji košarkaških terena za sveučilište Syracuse. Za sve potrebe izgradnje, Anthony je donirao preko 3 milijuna dolara te je uprava sveučilišta, u Anthonyjevu čast, košarkaške terene nazvala "Carmelo K. Anthony Basketball Center". Za svoje humnitarne akcije, Anthony je donirao preko 4,280,000 dolara.

## NBA statistika

### Regularni dio
| Godina    | Klub     | Odig. uta. | Uta. poč. | Min. | 2P%  | 3P%  | Sl. bac.% | Skok. | Asist. | Ukr. lop. | Blok. | Poena |
| --------- | -------- | ---------- | --------- | ---- | ---- | ---- | --------- | ----- | ------ | --------- | ----- | ----- |
| 2003./04. | Denver   | 82         | 82        | 36.5 | .426 | .322 | .777      | 6.1   | 2.8    | 1.2       | 0.5   | 21.0  |
| 2004./05. | Denver   | 75         | 75        | 34.8 | .431 | .266 | .796      | 5.7   | 2.6    | .9        | 0.4   | 20.8  |
| 2005./06. | Denver   | 80         | 80        | 36.8 | .481 | .243 | .808      | 4.9   | 2.7    | 1.1       | 0.5   | 26.5  |
| 2006./07. | Denver   | 65         | 65        | 38.2 | .476 | .268 | .808      | 6.0   | 3.8    | 1.2       | 0.3   | 28.9  |
| 2007./08. | Denver   | 77         | 77        | 36.4 | .492 | .354 | .786      | 7.4   | 3.4    | 1.3       | 0.5   | 25.7  |
| 2008./09. | Denver   | 66         | 66        | 34.3 | .443 | .371 | .793      | 6.8   | 3.4    | 1.1       | 0.4   | 22.8  |
| 2009./10. | Denver   | 69         | 69        | 38.2 | .443 | .316 | .830      | 6.6   | 3.2    | 1.3       | 0.4   | 28.2  |
| 2010./11. | Denver   | 50         | 50        | 35.5 | .452 | .333 | .823      | 7.6   | 2.8    | .9        | 0.6   | 25.2  |
| 2010./11. | New York | 27         | 27        | 36.2 | .461 | .424 | .872      | 6.7   | 3.0    | .9        | 0.6   | 26.3  |
| 2011./12. | New York | 55         | 55        | 34.1 | .430 | .335 | .804      | 6.3   | 3.6    | 1.1       | .4    | 22.6  |
| 2012./13. | New York | 67         | 67        | 37.0 | .449 | .379 | .830      | 6.9   | 2.6    | .8        | .5    | 28.7  |
| Ukupno    |          | 713        | 713       | 36.3 | .456 | .334 | .808      | 6.4   | 3.1    | 1.1       | .5    | 25.0  |
| All-Star  |          | 6          | 5         | 26.5 | .538 | .267 | .700      | 9.0   | 1.5    | .7        | .2    | 19.7  |

### Doigravanje
| Godina    | Klub     | Odig. uta. | Uta. poč. | Min. | 2P%  | 3P%  | Sl. bac.% | Skok. | Asist. | Ukr. lop. | Blok. | Poena |
| --------- | -------- | ---------- | --------- | ---- | ---- | ---- | --------- | ----- | ------ | --------- | ----- | ----- |
| 2003./04. | Denver   | 4          | 4         | 35.8 | .328 | .182 | .800      | 8.3   | 2.8    | 1.2       | .0    | 15.0  |
| 2004./05. | Denver   | 5          | 5         | 36.0 | .422 | .000 | .813      | 5.4   | 2.0    | .6        | .2    | 19.2  |
| 2005./06. | Denver   | 5          | 5         | 38.6 | .333 | .000 | .750      | 6.6   | 2.8    | .8        | .2    | 21.0  |
| 2006./07. | Denver   | 5          | 5         | 42.0 | .480 | .500 | .795      | 8.6   | 1.2    | 1.0       | .0    | 26.8  |
| 2007./08. | Denver   | 4          | 4         | 36.5 | .364 | .250 | .828      | 9.5   | 2.0    | .5        | .2    | 22.5  |
| 2008./09. | Denver   | 16         | 16        | 38.3 | .453 | .364 | .826      | 5.8   | 4.1    | 1.8       | .6    | 27.2  |
| 2009./10. | Denver   | 6          | 6         | 42.3 | .464 | .316 | .877      | 8.5   | 3.2    | 2.0       | .5    | 30.7  |
| 2010./11. | New York | 4          | 4         | 39.0 | .375 | .346 | .853      | 10.3  | 4.8    | 1.2       | .8    | 26.0  |
| 2011./12. | New York | 5          | 5         | 40.8 | .419 | .222 | .756      | 8.2   | 2.2    | 1.2       | .2    | 27.8  |
| Ukupno    |          | 54         | 54        | 38.8 | .419 | .327 | .815      | 7.4   | 3.0    | 1.3       | .4    | 24.9  |

## Vanjske poveznice
- Službena stranica  Arhivirana inačica izvorne stranice od 1. listopada 2009. (Wayback Machine)
- Profil na NBA.com
- Profil  Arhivirana inačica izvorne stranice od 2. svibnja 2013. (Wayback Machine) na Basketball-Reference.com
- Carmelo Anthony u internetskoj bazi filmova IMDb-u (engl.)